# The Guardians of the Galaxy Holiday Special
The Guardians of the Galaxy Holiday Special ist ein US-amerikanisches Fernseh-Special von James Gunn, das am 25. November 2022 auf Disney+ veröffentlicht wurde. Das von Marvel Studios produzierte Special über die titelgebenden Guardians of the Galaxy ist nach Werewolf by Night (2022) das zweite im Marvel Cinematic Universe (MCU).

## Handlung
Die Guardians of the Galaxy haben Knowhere vom Collector gekauft und Cosmo, den Hund, als neues Mitglied aufgenommen. Als Weihnachten näher rückt, erzählt Kraglin Obfonteri den Guardians die Geschichte, wie Yondu Udonta Peter Quill in seiner Kindheit Weihnachten ruiniert hat. Mantis diskutiert mit Drax über die Suche nach einem perfekten Weihnachtsgeschenk für Quill, da letzterer nach dem Verlust von Gamora immer noch deprimiert ist. Sie beschließen, zur Erde zu gehen und Quills Kindheitshelden, den Schauspieler Kevin Bacon, zu entführen.
Mantis und Drax kommen in Hollywood, Los Angeles an, wo sie versuchen, Bacon zu finden. Nachdem sie Zeit auf dem Hollywood Walk of Fame und einer Bar verbracht haben, erwerben sie eine Karte der Residenzen von Prominenten und finden Bacons Haus in Beverly Hills. Bacon, der darauf wartet, dass seine Familie nach Hause kommt, hat Angst beim Erscheinen von Mantis und Drax und versucht, zu entkommen. Die Polizei kommt zur Hilfe, aber Mantis versetzt sie und Bacon in Trance, bevor sie Bacon mitnimmt. Als sie nach Knowhere zurückkehren, sind Mantis und Drax enttäuscht zu erfahren, dass Bacon ein Schauspieler und kein echter Held ist. Später überraschen die Guardians Quill mit einer Weihnachtsfeier; Peter ist über die Entführung von Bacon jedoch entsetzt und verlangt seinen Rücktransport zur Erde. Auf dem neuen Raumschiff der Guardians, dem Bowie, erfährt Bacon von Kraglin, wie er Quills Heldentum inspiriert hat, und beschließt, Weihnachten mit den Guardians zu feiern, bevor er nach Hause zurückkehrt.
Nach der Feier enthüllt Quill Mantis, dass Yondu schließlich seine Meinung über Weihnachten geändert und ihm ein Paar Blaster geschenkt hat, die jetzt als seine Hauptwaffe dienen. Mantis vertraut ihm an, dass sie Quills Halbschwester ist. Jahrelang hat sie ihm diese Information aus Angst vorenthalten, Quill an die Missetaten seines Vaters Ego zu erinnern. Quill ist von der Nachricht überrascht und begeistert.

## Synchronisation
Die deutschsprachige Synchronisation entstand nach einem Dialogbuch von Klaus Bickert und unter der Dialogregie von Patrick Baehr bei Interopa Film.
| Darsteller      | Rolle                   | Synchronsprecher    |
| --------------- | ----------------------- | ------------------- |
| Dave Bautista   | Drax der Zerstörer      | Alexander Duda      |
| Pom Klementieff | Mantis                  | Daniela Molina      |
| Chris Pratt     | Peter Quill / Star-Lord | Leonhard Mahlich    |
| Kevin Bacon     | Kevin Bacon             | Udo Schenk          |
| Sean Gunn       | Kraglin Obfonteri       | Gerrit Schmidt-Foß  |
| Karen Gillan    | Nebula                  | Rubina Nath         |
| Bradley Cooper  | Rocket                  | Jan-David Rönfeldt  |
| Vin Diesel      | Groot                   | Martin Keßler       |
| Michael Rooker  | Yondu Udonta            | Tobias Lelle        |
| Luke Klein      | Peter Quill (jung)      | Nick Kanty          |
| Marija Bakalowa | Cosmo der Hund          | Friedel Morgenstern |
| Rhett Miller    | Bzermikitokolok         | Jonas Lauenstein    |
| Kyra Sedgwick   | Kyra Sedgwick           | Andrea Aust         |

## Musik
John Murphy, der Komponist von Guardians of the Galaxy Vol. 3, wurde im Januar 2022 als Komponist für das Holiday Special bestätigt. Der Soundtrack des Specials, bestehend aus Murphys Kompositionen und zwei Originalsongs, wurde am 23. November 2022 von Hollywood Records und Marvel Music digital veröffentlicht. Wie für die meisten aktuellen Marvel Studios-Produktionen wurde auch Murphys Musik in der Synchron Stage Vienna aufgenommen.

## Rezeption
„Das Weihnachtsabenteuer der Guardians hat viele lustige und auch einige sehr anheimelnde Momente, ist also der (nahezu) perfekte Marvel-Film für die Weihnachtszeit.“